# Gästgivars
Gästgivars è una fattoria svedese nel comune di Bollnäs, provincia di Hälsingland.
È una delle sette Fattorie decorate di Hälsingland, inserite dall'UNESCO fra i Patrimoni mondiali dell'umanità.

## Galleria d'immagini

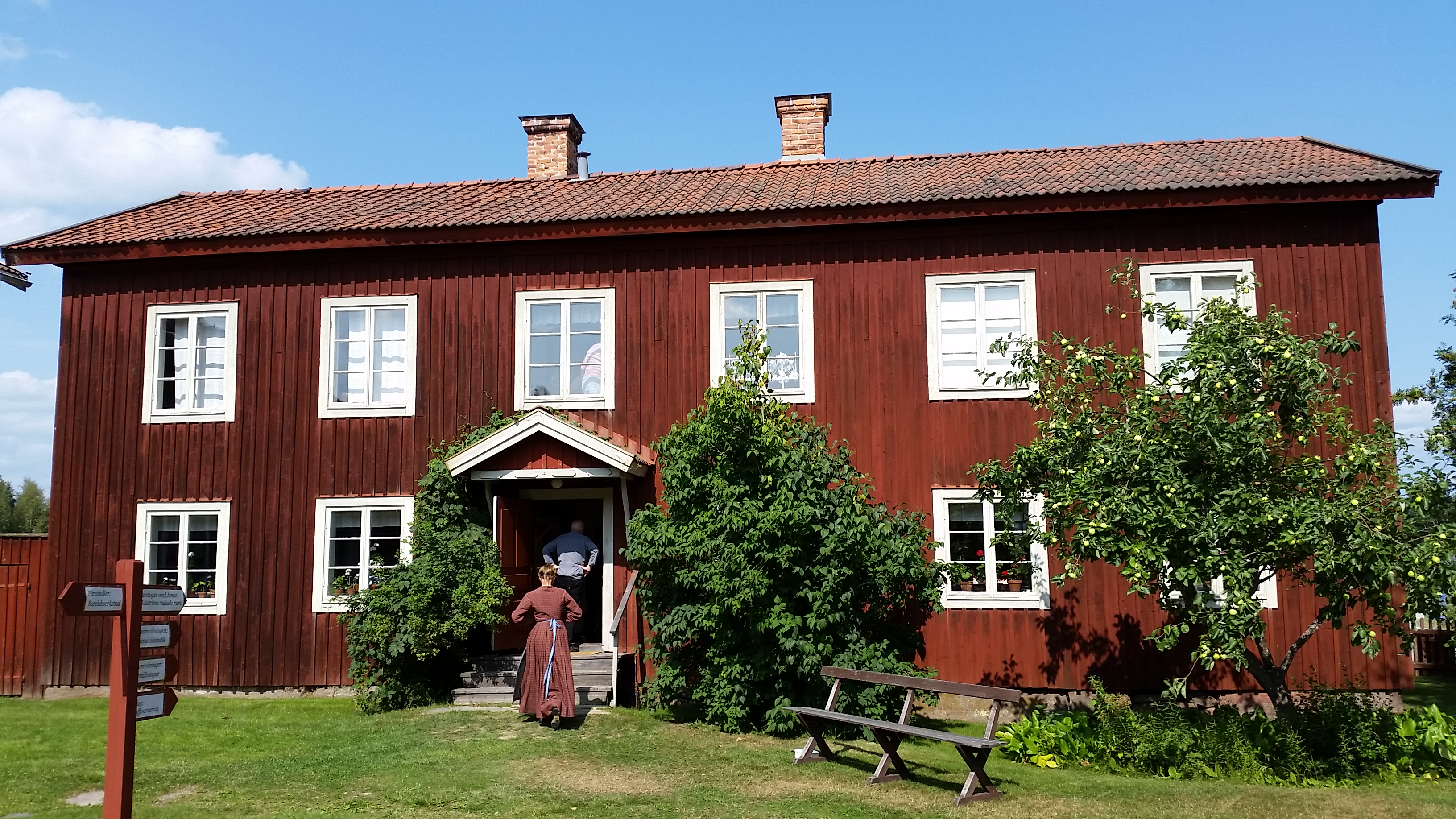
L'edificio principale.
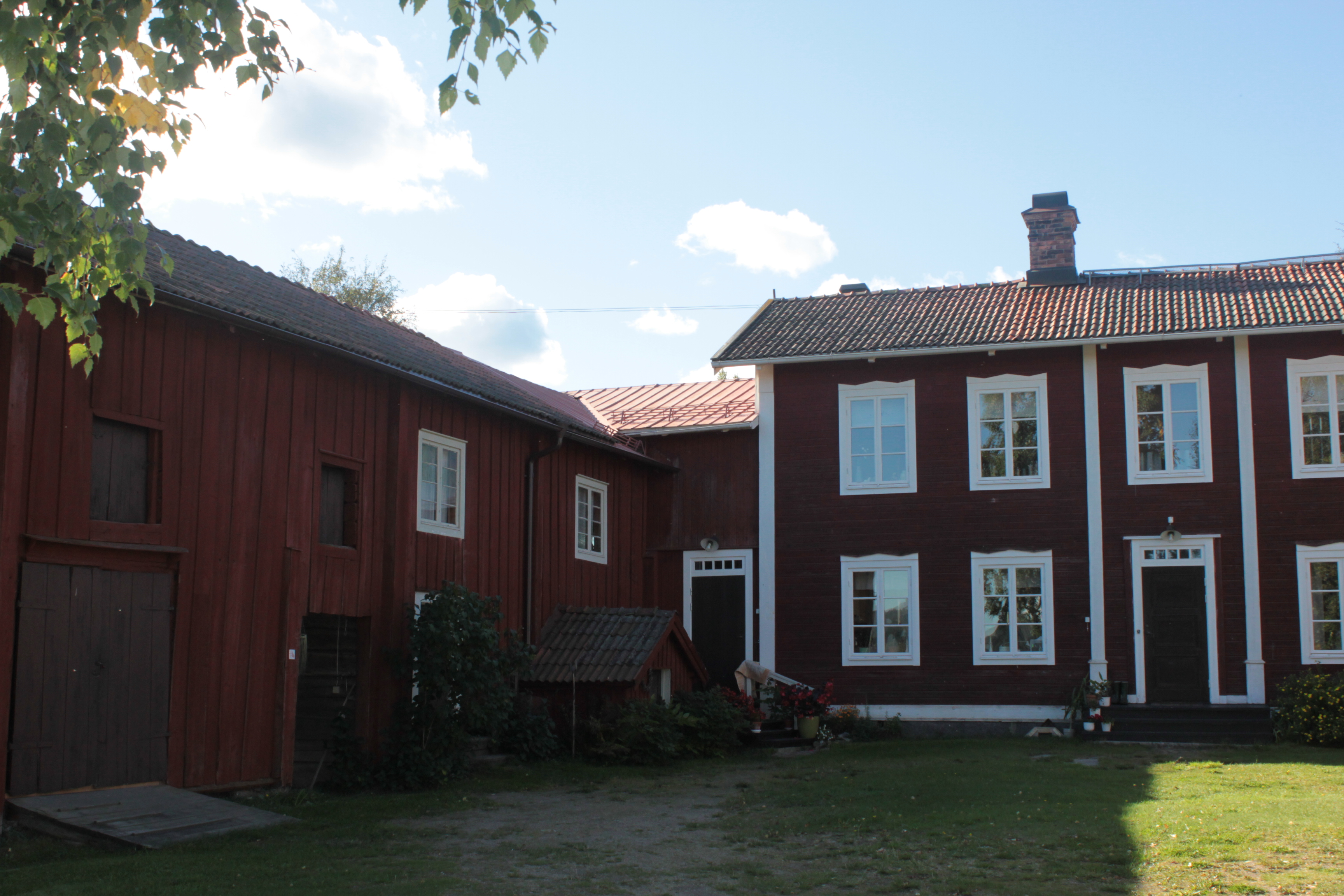
Capannone.
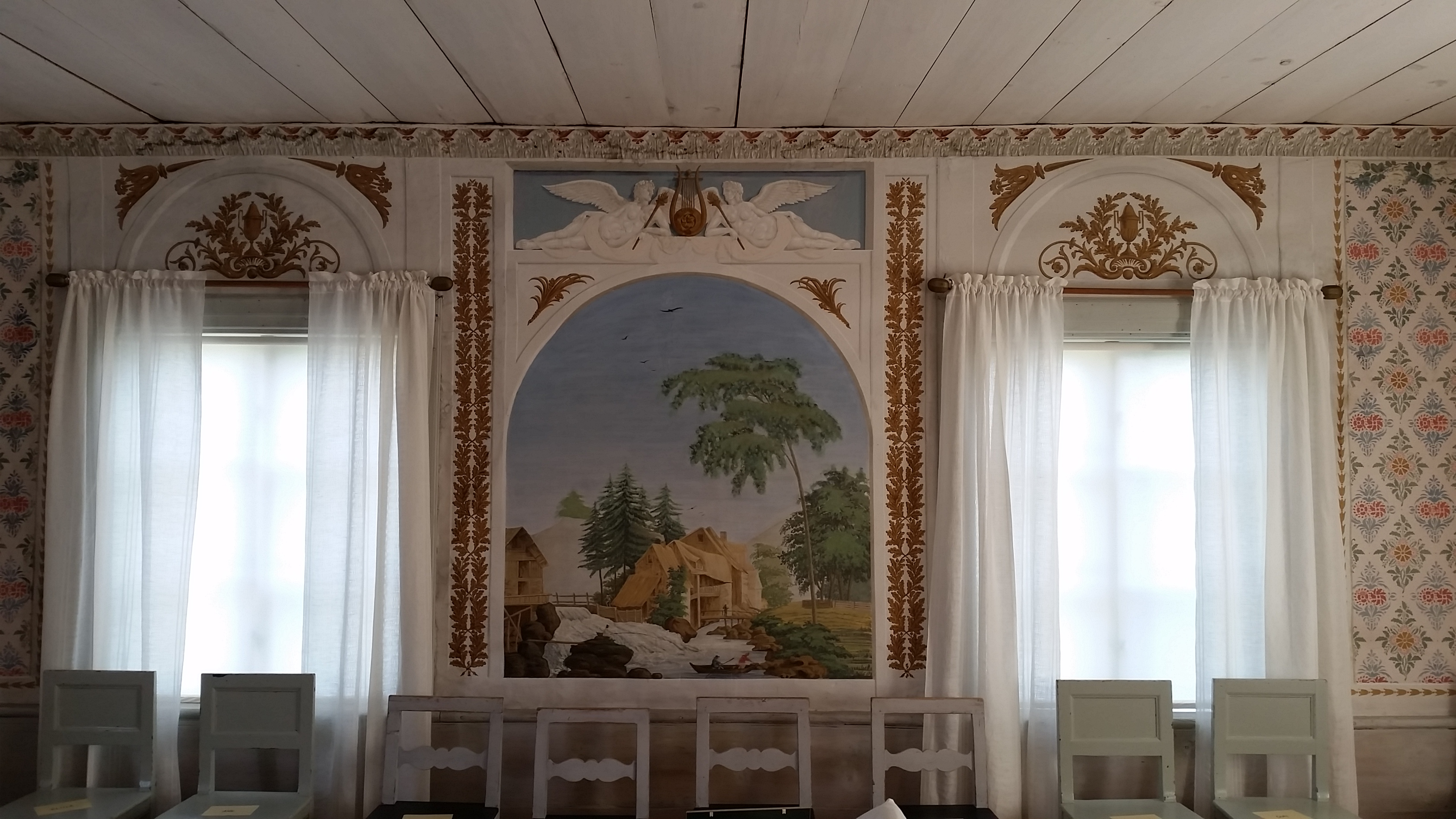
Un dipinto a parete di Jonas Wallström.
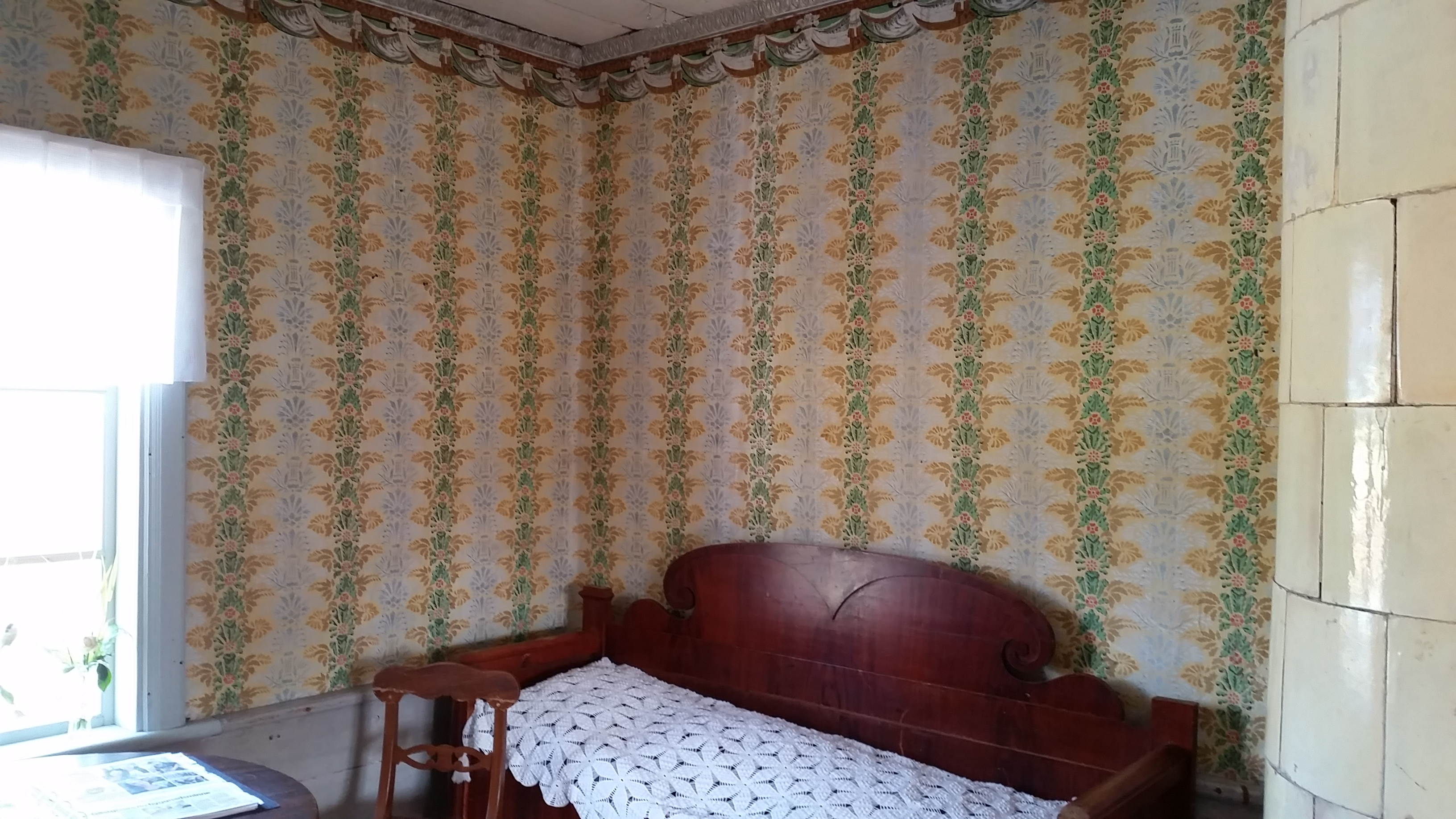
Una stanza con pareti decorate da Wallström.